# Ommatius praelongus
Ommatius praelongus är en tvåvingeart som beskrevs av Scarbrough och Perez-gelabert 2006. Ommatius praelongus ingår i släktet Ommatius och familjen rovflugor. Inga underarter finns listade i Catalogue of Life.